# 55 passi
55 passi (55 Steps) è un film del 2017 diretto da Bille August.
Il film è basato su una storia vera, che ha permesso di migliorare il rapporto disabile psichico-medico, e le leggi riguardanti i disabili psichici.

## Trama
Eleonor è ricoverata in un ospedale psichiatrico con ricovero forzato, dove le vengono somministrati farmaci dagli effetti collaterali dannosi, contro la sua volontà e senza chiederle il permesso, causando gravi conseguenze fisiche e psichiche. Decide quindi di rivolgersi a Colette, avvocato per i diritti civili, e insieme iniziano una causa contro l’ospedale, che coinvolgerà non solo lei ma rappresenterà tutti i pazienti mentalmente instabili ma capaci di intendere e volere.

## Produzione
Il film è stato girato in Inghilterra tra giugno e luglio 2016.

## Distribuzione
Il film è stato presentato al Toronto International Film Festival il 7 settembre 2017.